# Lista de atores nomeados para dois prémios da Academia no mesmo ano

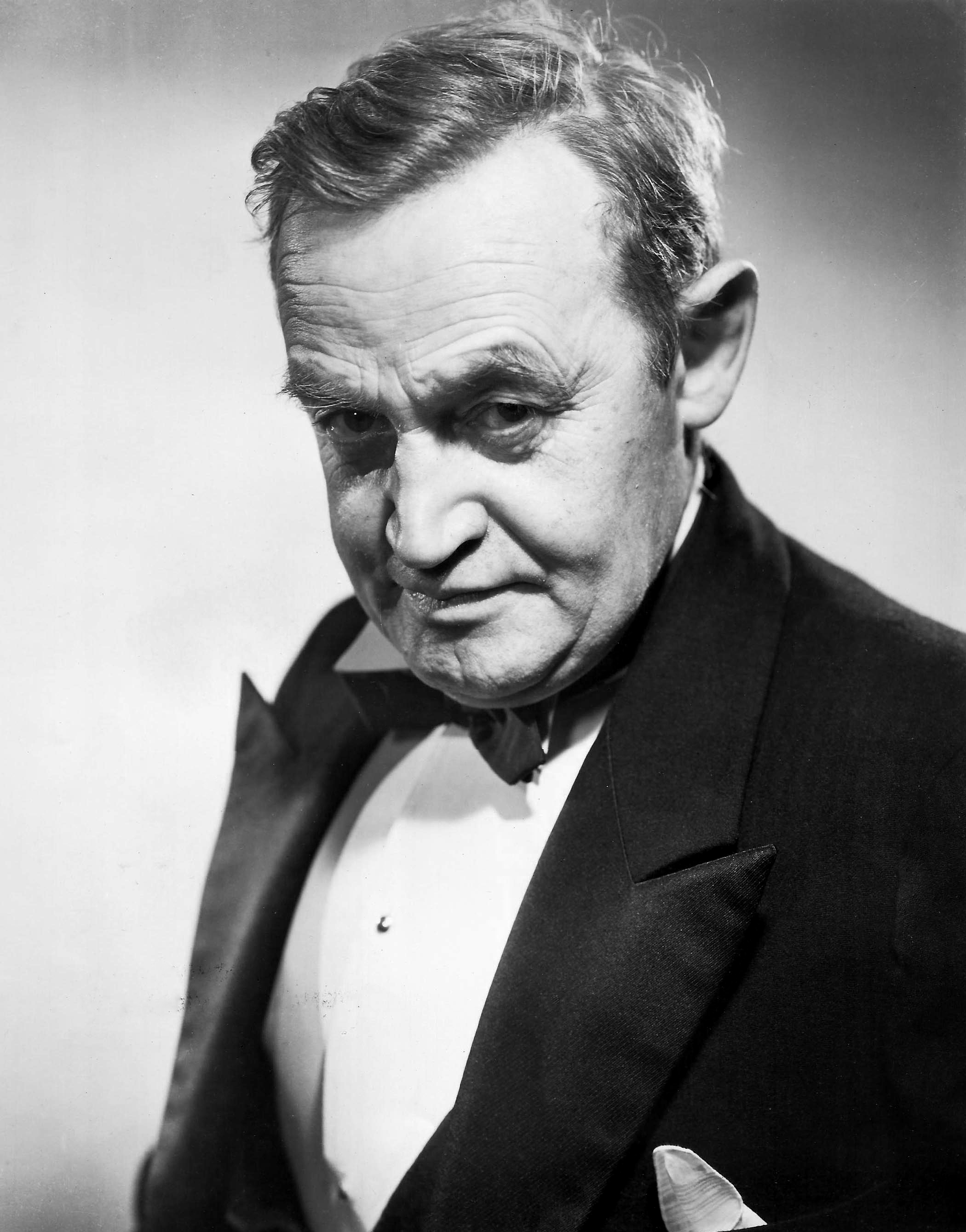
Barry Fitzgerald foi nomeado nas categorias "Melhor Actor" e "Melhor Actor Secundário" pelo seu desempenho no filme Going My Way, tendo vencido a última categoria.

A seguir apresenta-se a lista dos atores que receberam nomeações para dois prémios da Academia no mesmo ano. A Academy of Motion Picture Arts and Sciences (em português:  Academia de Artes e Ciências Cinematográficas) teve ocorrências de actores e actrizes nomeados para dois prémios da Academia em categorias de actuação em um único ano, com a primeira ocorrência tendo lugar em 1938. Desde que recebam votos suficientes por parte da Academia em ambas categorias para ganharem a nomeação, não há restrições sobre os actores receberem nomeações para o Óscar de "Melhor Actor" e "Melhor Actor Secundário" ou Actriz a ser indicada para o Óscar de "Melhor Actriz" e "Melhor Actriz Secundária" em um determinado ano. A única regra em relação a várias nomeações é que um actor ou actriz não pode receber várias nomeações pelo mesmo trabalho. Esta regra foi introduzida em 1944, depois de Barry Fitzgerald receber uma nomeação para "Melhor Actor" e "Melhor Actor Secundário" pela sua performance no filme O Bom Pastor (1944).
Até 2020, doze actores e actrizes receberam nomeações para dois prémios da Academia no mesmo ano. O primeiro destes foi Fay Bainter, que recebeu nomeações por sua actuação em Novos Horizontes (1938) e Jezebel (1938) na décima primeira cerimónia anual dos prémios da Academia. A ocorrência mais recente foi durante a 80.ª cerimónia dos prémios, em que Cate Blanchett recebeu nomeações para Elizabeth: The Golden Age (2007) e I'm Not There (2007). Sete destes actores e actrizes receberam um Óscar em uma das categorias paras as quais foram nomeados. Todavia, nenhum deles conseguiu vencer dois Óscares no mesmo ano. Cinco não receberam um Óscar em duas categorias: Sigourney Weaver [nomeações para Gorillas in the Mist (1988) e Working Girl (1988)], Emma Thompson [nomeações para The Remains of the Day (1993) e Em Nome do Pai (1993)], Julianne Moore [nomeações para Longe do Paraíso (2002) e As Horas (2002)], Cate Blanchett [nomeações para Elizabeth: The Golden Age (2007) e I'm Not There (2007)]. e Scarlett Johansson [nomeações para Marriage Story (2019) e Jojo Rabbit (2020)].

## Nomeados

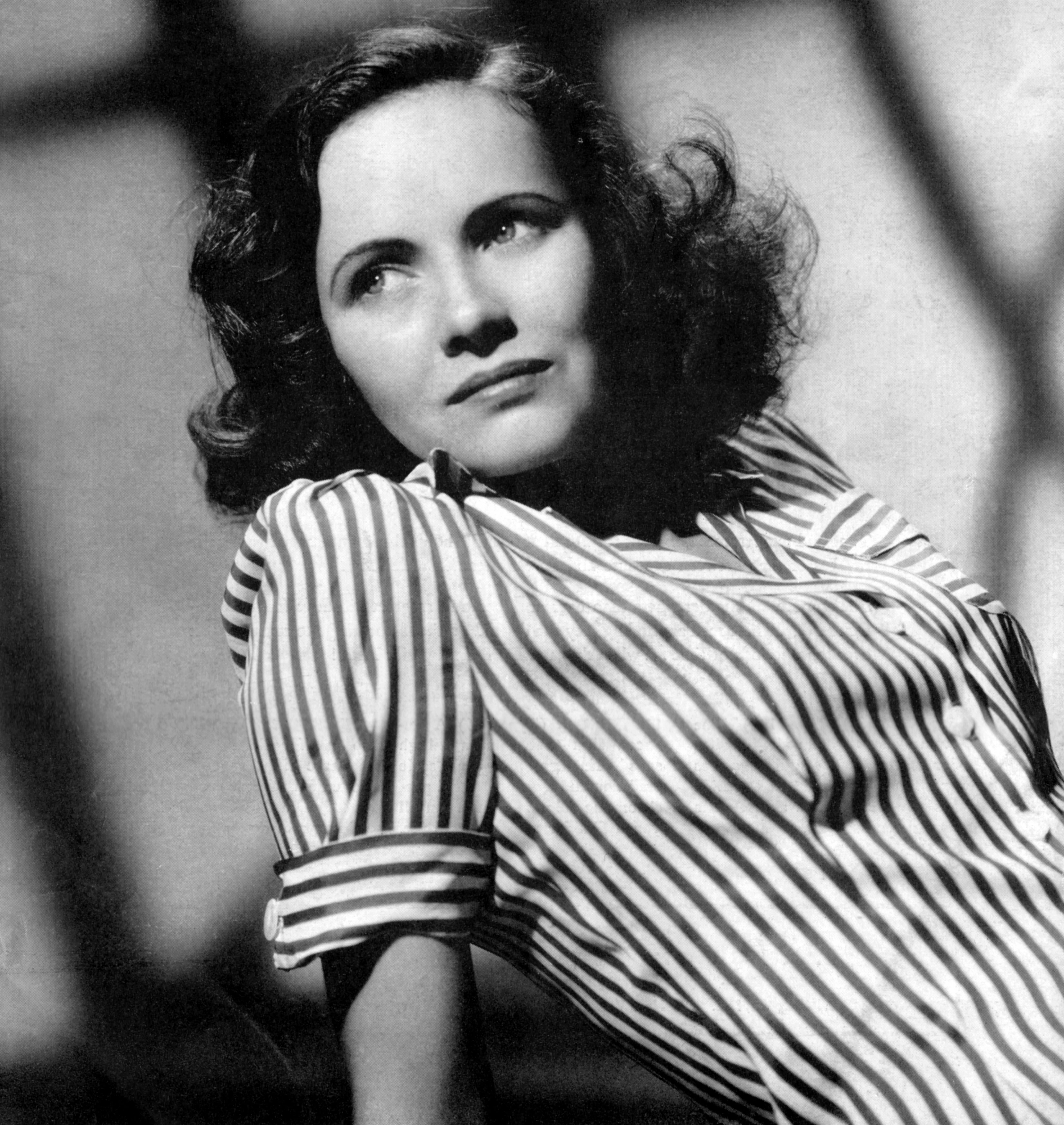
Teresa Wright foi a segunda pessoa a receber duas nomeações em um ano, vencendo na categoria "Melhor Actriz Secundária" pelo seu desempenho no filme Mrs. Miniver.

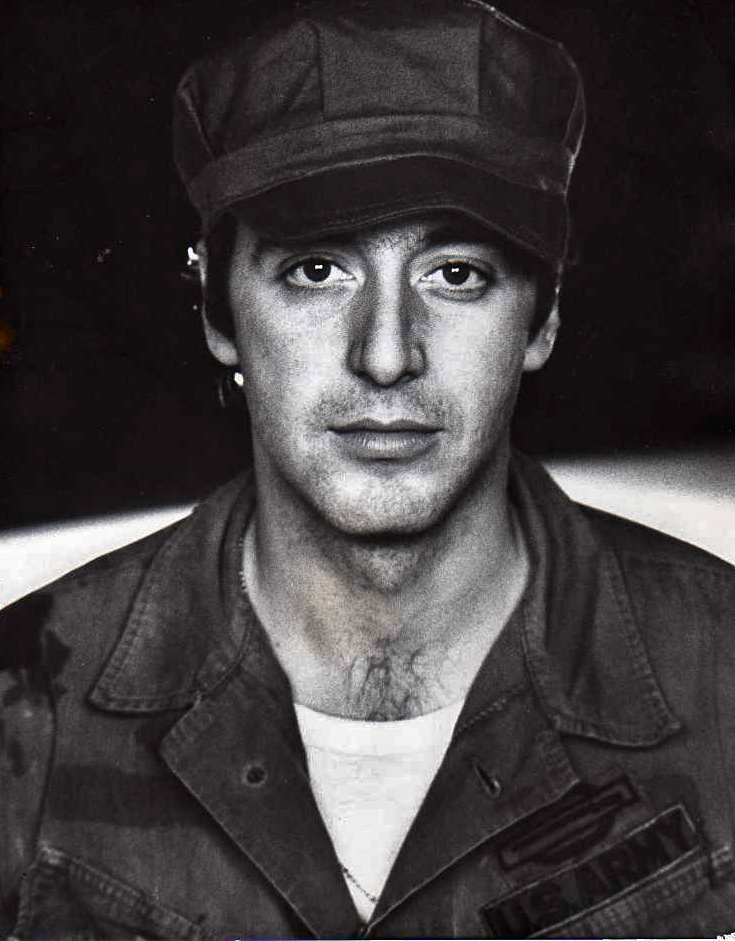
Al Pacino foi o primeiro actor a ser nomeado em duas categorias e vencer a mais importante.

| Ano (Cerimónia) | Actor/Actriz       | Categoria                | Filme                     | Resultado |
| --------------- | ------------------ | ------------------------ | ------------------------- | --------- |
| 1938 (11.ª)     | Fay Bainter        | Melhor Actriz            | Novos Horizontes          | Nomeada   |
| 1938 (11.ª)     | Fay Bainter        | Melhor Actriz Secundária | Jezebel                   | Venceu    |
| 1942 (15.ª)     | Teresa Wright      | Melhor Actriz            | The Pride of the Yankees  | Nomeada   |
| 1942 (15.ª)     | Teresa Wright      | Melhor Actriz Secundária | Mrs. Miniver              | Venceu    |
| 1944 (17.ª)     | Barry Fitzgerald   | Melhor Actor             | Going My Way              | Nomeado   |
| 1944 (17.ª)     | Barry Fitzgerald   | Melhor Actor Secundário  | Going My Way              | Venceu    |
| 1982 (55.ª)     | Jessica Lange      | Melhor Actriz            | Frances                   | Nomeada   |
| 1982 (55.ª)     | Jessica Lange      | Melhor Actriz Secundária | Tootsie                   | Venceu    |
| 1988 (61.ª)     | Sigourney Weaver   | Melhor Actriz            | Gorillas in the Mist      | Nomeada   |
| 1988 (61.ª)     | Sigourney Weaver   | Melhor Actriz Secundária | Working Girl              | Nomeada   |
| 1992 (65.ª)     | Al Pacino          | Melhor Actor             | Perfume de Mulher         | Venceu    |
| 1992 (65.ª)     | Al Pacino          | Melhor Actor Secundário  | Glengarry Glen Ross       | Nomeado   |
| 1993 (66.ª)     | Holly Hunter       | Melhor Actriz            | O Piano                   | Venceu    |
| 1993 (66.ª)     | Holly Hunter       | Melhor Actriz Secundária | A Firma                   | Nomeada   |
| 1993 (66.ª)     | Emma Thompson      | Melhor Actriz            | The Remains of the Day    | Nomeada   |
| 1993 (66.ª)     | Emma Thompson      | Melhor Actriz Secundária | Em Nome do Pai            | Nomeada   |
| 2002 (75.ª)     | Julianne Moore     | Melhor Actriz            | Longe do Paraíso          | Nomeada   |
| 2002 (75.ª)     | Julianne Moore     | Melhor Actriz Secundária | As Horas                  | Nomeada   |
| 2004 (77.ª)     | Jamie Foxx         | Melhor Actor             | Ray                       | Venceu    |
| 2004 (77.ª)     | Jamie Foxx         | Melhor Actor Secundário  | Colateral                 | Nomeado   |
| 2007 (80.ª)     | Cate Blanchett     | Melhor Actriz            | Elizabeth: The Golden Age | Nomeada   |
| 2007 (80.ª)     | Cate Blanchett     | Melhor Actriz Secundária | I'm Not There             | Nomeada   |
| 2020 (92.ª)     | Scarlett Johansson | Melhor Actriz            | Marriage Story            | Nomeada   |
| 2020 (92.ª)     | Scarlett Johansson | Melhor Actriz Secundária | Jojo Rabbit               | Nomeada   |